# Symphyotrichum hesperium
Symphyotrichum hesperium là một loài thực vật có hoa trong họ Cúc. Loài này được (A.Gray) Á.Löve & D.Löve miêu tả khoa học đầu tiên năm 1982.